# Justh József
Justh József (Necpál, 1809. május 12. – Budapest, 1875. december 5.) országgyűlési képviselő, Bars vármegye főispánja, Turóc vármegye alispánja.

## Élete
Tanulmányait a selmeci, a pápai és a pozsonyi főiskolán végezte. 1828-ban Borsiczky Ignác Trencsén vármegye első alispánja mellett lett joggyakornok. 1829-ben Pestre ment jogi tanulmányait befejezni, s 1830-ban ügyvédi oklevelet szerzett. Édesapja hirtelen halála miatt hazatért. Családi és politikai okok miatt az akkori főispán semmi tisztségre nem akarta alkalmazni, sőt 1838-ban, midőn a nemesség fölszólalt és a másodalispánságra való jelöltetését kívánta, ezt is megtagadta. A nemesség mást megválasztani nem akart, ezért a főispán a tisztválasztó gyűlést feloszlatta. 1839-ben mint követjelölt lépett föl az akkor országgyűlésre s egyhangúlag meg is választották. Egyéni és politikai meggyőződése szerint a szabadelvű ellenzéki és haladási párttal tartott. 1847-ben másodalispánná választották, amivel fontos szerepet vállalt és a körülmények szerint jelentős pártot alakított a szabadelvű eszmék védelmére. Az első alispán távolléte miatt az 1843. országgyűlésre nem léphetett föl mint követjelölt. 1847-ben ismét országgyűlési követnek választották és az 1847–1848-as országgyűlésen is az ellenzéki és haladási párttal szavazott. Az 1848. évi országgyűlés végét követően Bars vármegye főispánja és a főrendiház tagja lett. 1849-ben pedig a magyar seregek előnyomulása következtében a kormány Turóc vármegye ideiglenes vezetésével bízta meg, amíg Barsba nem mehetett. Bars felszabadulván Lévára ment és ott július 2-áig működött. Az onnan visszavonuló sereggel Aradra ment és sok viszontagság között novemberig ott időzött, mire barátai segítségével vissza mehetett Turócba. Ekkor már minden birtokát lefoglalták, maradása azonban itt sem lehetett, mert a katonai törvényszék idézése folytán Pestre kellett mennie, ahonnét csak 1850 szeptemberében bocsátották el biztonság-levéllel.
Helyzete csak az amnesztiának köszönhetően javult. Ekkortól gazdálkodással foglalkozott és csak 1859-ben lépett föl ismét a protestáns egyházi önkormányzat védelmére. 1861-ben a turócszentmártoni kerület képviselője, valamint az 1865. és az 1869. országgyűlésre is ugyanazon kerület küldte. Az 1867. kiegyezés alkalmával a Deák-párt híve volt. A Deák-párt elnökének választotta és e tisztét viselte 1875. elejéig, amikor a politikai viszonyok kényszerűsége az új pártalakulást létre hozta.
Turóc megyében a pánszláv irányzatok ellen küzdött. 1875 novemberében elméje elborult, és hamarosan elhunyt.

## Művei
Cikkei a Pesti Hirlapban (1841/44. Szegények ügyvédei), illetve az 1840-es években és azután is több politikai lapban jelentek meg. Országgyűlési felszólalásai a Naplókban vannak.